# Джеймс Макбрайд
Джеймс Макбрайд (на английски: James McBride) е американски музикант (саксофонист и композитор), журналист, сценарист, и писател на произведения в жанра драма, исторически роман, мемоари и документалистика.

## Биография и творчество
Джеймс Макбрайд е роден на 11 септември 1957 г. в Бруклин, Ню Йорк, САЩ. Баща му Андрю Макбрайд е афроамериканец, а майка му, Рухел (Рут) Зилска е еврейка имигрантка от Полша. Той е осмото от 12-те деца на Рут.
Завършава през 1979 г. специалност композиция в Музикалната консерватория в Оберлин, Охайо, и магистърска степен по специалност журналистика в Колумбийския университет.
След дипломирането си в течение на 8 години работи като журналист в „Уилмингтън Нюз Джърнъл“, „Бостън Глоуб“, „Пийпъл“ и „Уошингтън Поуст“, както и пише за „Филаделфия Инкуайърър“, „Ролинг Стоун“, „ЮЕс“ и „Есенс“. Есето му „Хип-хоп планетата“ за „National Geographic“ от април 2007 г. се счита за важен преглед за афроамериканската музика и култура.
От 1987 г. преследва кариера в музиката. През 1993 г. за композициите си, включително и бурно аплодирания джаз/поп мюзикъл „Бобо“, получава наградата „Стивън Зондхайм“ на Фестивала за американски музикален театър. Автор е на песни на Анита Бейкър, Гроувър Уошингтън младши, Гари Бъртън, и други. Често пътува като саксофонист с легендарния джаз певец Джими Скот. Като композитор на музикален театър получава наградата на Американската академия за изкуства и писма „Ричард Роджърс“.
Като журналист пише през 1981 г. есе за майка си по случай Деня на майката за „Бостън Глоуб“, а читатели му пишат хвалебствени отзиви и го насърчават да издаде книга. Мемоарната му книга „Цветът на водата“ е издадена през 1996 г. В нея изследва въпросите на расовата идентичност, и е признание към майка му Рут Макбрайд, според която образованието, а не цветът, определя успеха в живота. Книгата става бестселър и е включена в списъка на „Ню Йорк Таймс“ повече от две години. Смятана е за американска класика и се преподава в различни американски университетите.
Дебютният му роман „Miracle at St. Anna“ (Чудото на Света Анна) е издаден през 2002 г. В основата на романа е историята на преобладаващо афроамериканската 92-ра пехотна дивизия в италианската кампания от средата на 1944 г. до април 1945 г. Романът е екранизиран в едноименния филм с участието на Дерек Люк и Майкъл Или.
Печели Националната награда за книга за най-добро художествено произведение през 2013 г. за романа си „The Good Lord Bird“ (Добрият господар птица). През 2020 г. романът е екранизиран в едноименния телевизионен минисириал с участието на Итън Хоук и Елър Колтрейн.
На 22 септември 2016 г. президентът Барак Обама му присъжда националния медал за хуманитарни науки за 2015 г.
Има почетна докторска степен „доктор хонорис кауза“ от колежа „Уилсън“. Преподава творческо писане в Нюйоркския университет.
Джеймс Макбрайд живее със семейството си в Саут Ниак, Ню Йорк.

## Произведения

### Самостоятелни романи
- Miracle at St. Anna (2002)
- Song Yet Sung (2008)
- The Good Lord Bird (2013) – национална награда за литература
- Deacon King Kong (2020)

### Сборници
- Five-Carat Soul (2017)

### Документалистика
- The Color of Water (1996) – мемоари
Цветът на водата, изд.: „Интерпринт“, София (2011), прев. Цвета Цанева
- Hard Listening (2014) – с Мич Албом, Дейв Бари, Сам Бари, Мат Грьонинг, Рой Блаунт-младши, Стивън Кинг, Ридли Пиърсън, Ейми Тан и Скот Търоу
- Kill 'em and Leave (2016)

### Екранизации
- 2008 Miracle at St. Anna
- 2012 Red Hook Summer
- 2020 The Good Lord Bird – тв минисериал, 7 епизода